# هيدروكسي يوريا
هيدروكسي يوريا(بالإنجليزية: Hydroxyurea)‏ أو هيدروكسي كارباميد (بالإنجليزية:  Hydroxycarbamide)‏ أحد أقدم العلاجات المتوفرة للعديد من أمراض الدم، صنع لأول مرة في عام 1869،

## استخداماته
- الأنيميا المنجلية،
- مرض التكاثر النقوي، وتشمل ابيضاض الدم النقوي المزمن
- مرض كثرة الخلايا البدينة